# PSM-Entesa Nacionalista
PSM-Entesa Nacionalista, kurz PSM-EN, ist ein Bündnis linksorientierter Regionalparteien auf den Balearischen Inseln.
Mitgliedsparteien des Bündnisses sind heute auf Mallorca die PSM-Entesa Nacionalista de Mallorca sowie die beiden Stadtparteien Unió Independents d’Artà und Independents de Puigpunyent i Galilea, auf Menorca die Partit Socialista de Menorca-Entesa Nacionalista und auf Ibiza die Entesa Nacionalista i Ecologista-Esquerra Nacionalista d’Eivissa.
Die Partit Socialista de Mallorca und die Partit Socialista de Menorca wurden 1977 während der transición gegründet. Auf Ibiza wurde 1989 die Entesa Nacionalista i Ecologista d’Eivissa gegründet. Im selben Jahr schlossen sich diese drei Parteien zur Federació de l’Esquerra Nacionalista de les Illes Balears (FENIB) zusammen, die schließlich 1998 in PSM-Entesa Nacionalista umbenannt wurde. Im Jahr 2000 traten die Unió d’Independents d’Artà und 2003 die Independents de Puigpunyent i Galilea der PSM-EN bei.
Die Mitgliedsparteien der PSM-EN sind seit dem Ende der Franco-Diktatur bei allen Wahlen zu den Cortes Generales und zum Regionalparlament der Balearen angetreten, teilweise in Wahlbündnissen mit anderen Parteien überwiegend des linken, pankatalanischen und grünen Spektrums. Die Kandidatur für die Wahlen zum Abgeordnetenhaus waren immer auf den Wahlkreis Balearen beschränkt, eine parlamentarische Vertretung konnte bei diesen Wahlen jedoch nie erzielt werden. Im Regionalparlament sind die Mitgliedsparteien der PSM-EN hingegen von Anfang an ununterbrochen vertreten.
|      | Wahlen zum Abgeordnetenhaus | Wahlen zum Regionalparlament der Balearen |
| ---- | --- | --- |
| 1977 | Partit Socialista de Mallorca und Partit Socialista de Menorca treten im Wahlkreis Balearen gemeinsam mit der Partido Socialista Popular an. Das Wahlbündnis erhält 5,15 % der Stimmen; kein Abgeordneter                             | |
| 1979 | Partit Socialista de Mallorca und Partit Socialista de Menorca treten im Wahlkreis Balearen gemeinsam unter der Bezeichnung Socialistas de Mallorca i Menorca an und erhalten 3,34 % der Stimmen; kein Abgeordneter                   | |
| 1982 | Partit Socialista de Mallorca und Partit Socialista de Menorca treten im Wahlkreis Balearen gemeinsam unter der Bezeichnung PSM-Nacionalistes de les Illes an und erhalten 2,42 % der Stimmen; kein Abgeordneter                      | |
| 1983 | | Im Wahlkreis Mallorca erhält die Partit Socialista de Mallorca 6,61 % der Stimmen (zwei Abgeordnete von insgesamt 30), im Wahlkreis Menorca die Partit Socialista de Menorca 13,52 % (zwei Abgeordnete von insgesamt zwölf). Insgesamt erreichen die beiden Parteien damit einen Stimmenanteil von 6,6 % und stellen vier von 54 Abgeordneten des Regionalparlaments. |
| 1986 | Partit Socialista de Mallorca und Partit Socialista de Menorca treten im Wahlkreis Balearen gemeinsam unter der Bezeichnung PSM-Esquerra Nacionalista an und erhalten 2,21 % der Stimmen; kein Abgeordneter                           | |
| 1987 | | Wahlkreis Mallorca: Partit Socialista de Mallorca mit 5,9 % der Stimmen und zwei Abgeordneten (von insgesamt 33). Wahlkreis Menorca: Entesa de l’Esquerra de Menorca (gemeinsame Liste von Partit Socialista de Menorca und der gesamtspanischen Linkspartei IU) 14,7 % der Stimmen und zwei Abgeordnete (von insgesamt 13); beide Abgeordnete gehören der PSM an. Beide Wahlvorschläge insgesamt damit 6,2 % und vier Abgeordnete im Regionalparlament (von insgesamt 59). |
| 1989 | Partit Socialista de Mallorca, Partit Socialista de Menorca und Entesa Nacionalista i Ecologista d’Eivissa treten im Wahlkreis Balearen gemeinsam unter der Bezeichnung PSM-ENE an und erhalten 2,32 % der Stimmen; kein Abgeordneter | |
| 1991 | | Wahlkreis Mallorca: Partit Socialista de Mallorca mit 8,2 % der Stimmen und drei Abgeordneten (von insgesamt 33). Wahlkreis Menorca: Entesa de l’Esquerra de Menorca (gemeinsame Liste von Partit Socialista de Menorca und der gesamtspanischen Linkspartei IU) 14,0 % der Stimmen und zwei Abgeordnete (von insgesamt 13); beide Abgeordnete gehören der PSM an. Wahlkreis Ibiza: Entesa Nacionalista i Ecologista d’Eivissa mit 4,7 % der Stimmen; kein Abgeordneter. Drei Wahlvorschläge insgesamt damit 8,4 % und fünf Abgeordnete im Regionalparlament (von insgesamt 59). |
| 1993 | Partit Socialista de Mallorca, Partit Socialista de Menorca und Entesa Nacionalista i Ecologista d’Eivissa treten im Wahlkreis Balearen gemeinsam unter der Bezeichnung PSM-ENE an und erhalten 4,88 % der Stimmen; kein Abgeordneter | |
| 1995 | | Wahlkreis Mallorca: Partit Socialista de Mallorca mit 13,4 % der Stimmen und fünf Abgeordneten (von insgesamt 33). Wahlkreis Menorca: Partit Socialista de Menorca mit 11,8 % der Stimmen und einem Abgeordneten (von insgesamt 13). Wahlkreis Ibiza: Entesa Nacionalista i Ecologista d’Eivissa mit 1,8 % der Stimmen; kein Abgeordneter. Drei Wahlvorschläge insgesamt damit 12,2 % und sechs Abgeordnete im Regionalparlament (von insgesamt 59). |
| 1996 | Partit Socialista de Mallorca, Partit Socialista de Menorca und Entesa Nacionalista i Ecologista d’Eivissa treten im Wahlkreis Balearen gemeinsam unter der Bezeichnung PSM-ENE an und erhalten 5,71 % der Stimmen; kein Abgeordneter | |
| 1999 | | Wahlkreis Mallorca: PSM-EN mit 13,4 % der Stimmen und vier Abgeordneten (von insgesamt 33). Wahlkreis Menorca: PSM-EN mit 9,8 % der Stimmen und einem Abgeordneten (von insgesamt 13). Wahlkreis Ibiza: Pacte Progresista (gemeinsame Liste von PSOE, IU, Els Verds d’Eivissa, ERC und PSM-EN) mit 46,3 % der Stimmen und sechs Abgeordneten (von insgesamt 12), darunter allerdings keiner der PSM-EN. PSM-EN in den beiden Alleinkandidaturen insgesamt damit 11,7 % und fünf Abgeordnete im Regionalparlament (von insgesamt 59). |
| 2000 | PSM-EN: 5,90 %; kein Abgeordneter | |
| 2003 | | Wahlkreis Mallorca: PSM-EN mit 9,0 % der Stimmen und drei Abgeordneten (von insgesamt 33). Wahlkreis Menorca: PSM-EN mit 8,1 % der Stimmen und einem Abgeordneten (von insgesamt 13). Wahlkreis Ibiza: Pacte Progresista (gemeinsame Liste von PSOE, IU, ERC und PSM-EN) mit 37,8 % der Stimmen und fünf Abgeordnete (von insgesamt 12), darunter allerdings keiner der PSM-EN. PSM-EN in den beiden Alleinkandidaturen insgesamt damit 8,0 % und vier Abgeordnete im Regionalparlament (von insgesamt 59). |
| 2004 | PSM-EN, IU, ERC und Els Verds treten im Wahlkreis Balearen gemeinsam unter der Bezeichnung Progessistes per les Illes Balears an und erhalten 8,57 % der Stimmen; kein Abgeordneter                                                   | |
| 2007 | | Wahlkreis Mallorca: auf die gemeinsame Liste Bloc per Mallorca (PSM-EN, IU, Els Verds de Mallorca, ERC) entfallen 11,16 % der Stimmen und vier Abgeordneten (von insgesamt 33); von diesen vier Abgeordneten gehören zwei der PSM-EN an, einer der IU und einer Els Verds. Wahlkreis Menorca: auf die gemeinsame Liste von PSM-EN und Els Verds de Menorca entfallen 8,96 % der Stimmen und ein Abgeordneter (von insgesamt 13); dieser gehört PSM-EN an. Wahlkreis Ibiza: auf die gemeinsame Liste von PSOE, IU, ERC, Els Verds d’Eivissa und PSM-EN entfallen 45,82 % der Stimmen und sechs Abgeordnete (von insgesamt 12), darunter allerdings keiner der PSM-EN. Auf die beiden von PSM-EN angeführten Listen in Mallorca und Menorca entfallen insgesamt damit 9,77 %. Die über diese beiden Listen gewählten Abgeordneten bilden im Regionalparlament eine Fraktion mit fünf Abgeordneten (von insgesamt 59); von diesen fünf Abgeordneten gehören drei der PSM-EN an. |
| 2008 | PSM-EN, Unió Mallorquina, ERC, Entesa per Mallorca und Els Verds de Menorca treten im Wahlkreis Balearen gemeinsam unter der Bezeichnung Unitat per les Illes an und erhalten 5,37 % der Stimmen; kein Abgeordneter                   | |
| 2011 | PSM-EN tritt im Wahlkreis Balearen in einem Wahlbündnis mit Iniciativa Verds, Entesa per Mallorca und Equo an. Auf diese Kandidatur entfallen 7,17 % der Stimmen; kein Abgeordneter.                                                  | Wahlkreis Mallorca: PSM-EN, Iniciativa Verds und Entesa per Mallorca entfallen 10,72 % der Stimmen und vier Abgeordneten (von insgesamt 33); von diesen vier Abgeordneten gehören drei der PSM-EN an und einer der Iniciativa Verds. Wahlkreis Menorca: auf PSM-EN entfallen 9,82 % der Stimmen und ein Abgeordneter (von insgesamt 13). Wahlkreis Ibiza: auf PSM-EN entfallen 1,37 % der Stimmen; kein Abgeordneter. Auf die drei Wahlvorschläge entfallen insgesamt damit 9,64 %. Die über diese Listen gewählten Abgeordneten bilden im Regionalparlament eine Fraktion mit fünf Abgeordneten (von insgesamt 59); von diesen fünf Abgeordneten gehören vier der PSM-EN an. |

Der Regionalregierung der Balearen (Govern Balear) gehörte die PSM-EN von 1999 bis 2003 (in einer Koalition unter Führung der PSOE gemeinsam mit Unió Mallorquina und IU) und von 2007 bis 2011 (in einer Koalition unter Führung der PSOE gemeinsam mit den anderen Parteien des Bloc per Mallorca und der Unió Mallorquina) an.

## Anmerkung
1. ↑   Der Stimmenanteil bezieht sich jeweils auf das Ergebnis im Wahlkreis Balearen.